# Alec Jeffreys
Alec John Jeffreys (Oxford, 9 januari 1950) is een Brits wetenschapper die de techniek van DNA-fingerprinting ontwikkelde die een hulp was bij forensisch onderzoek en DNA-onderzoek voor ouderschapstesten en ook bij  afstammingsbepaling.

## Biografie
Jeffreys studeerde aan het Merton College en behaald een PhD aan de Universiteit van Oxford. Vervolgens begon hij aan de universiteit van Amsterdam en in 1977 aan de universiteit van Leicester. Bij een onderzoek ontdekte Jeffreys op 10 september 1984 dat er kleine verschillen zichtbaar waren in het DNA van personen van eenzelfde familie en legde hiermee de basis voor DNA-fingerprinting.
Hij is getrouwd sinds 1971 met Sue Miles en heeft twee dochters.

## Eerbetoon
- 1987 - Bicentenary Medal
- 1987 - Davy-medaille
- 1991 - lid van de Royal Society
- 1992 - Ereburger van Leicester
- 1994 - Linnean Medal
- 1994 - Orde van het Britse Rijk
- 1996 - Albert Einstein World Award of Science
- 2004 - Louis-Jeantet Prize for Medicine
- 2005 - Lasker-DeBakey Clinical Medical Research Award
- 2005 - lid van de National Academy of Sciences
- 2006 - Dr. A.H. Heinekenprijs
- 2007 - Eredoctoraat aan het King's College London
- 2009 - Eredoctoraat aan de universiteit van Huddersfield
- 2014 - Copley Medal